# Liste der Monuments historiques in Nogent-en-Othe
Die Liste der Monuments historiques in Nogent-en-Othe führt die Monuments historiques in der französischen Gemeinde Nogent-en-Othe auf.

## Liste der Immobilien
| Bezeichnung                  | Beschreibung                             | Standort               | Kennzeichnung | Schutzstatus | Datum | Bild           |
| ---------------------------- | ---------------------------------------- | ---------------------- | ------------- | ------------ | ----- | -------------- |
| Kirche Nativité-de-la-Vierge | 1553 erbaut; mit bauzeitlicher Ausmalung | Rue de l’Église (Lage) | PA10000023    | Inscrit      | 2006  | weitere Bilder |

## Liste der Objekte
| Bezeichnung               | Beschreibung                               | Standort                                   | Kennzeichnung | Schutzstatus | Datum | Bild |
| ------------------------- | ------------------------------------------ | ------------------------------------------ | ------------- | ------------ | ----- | ---- |
| Taufbecken                | Kalkstein, Anfang des 16. Jahrhunderts     | in der Kirche Nativité-de-la-Vierge (Lage) | PM10001392    | Classé       | 1913  |      |
| Skulptur Madonna mit Kind | Kalkstein, farbig gefasst, 16. Jahrhundert | in der Kirche Nativité-de-la-Vierge (Lage) | PM10001390    | Classé       | 1908  |      |
| Skulpturennische          | Holz, farbig gefasst, bezeichnet 1580      | in der Kirche Nativité-de-la-Vierge (Lage) | PM10001393    | Classé       | 1913  |      |
| Kirchenfenster            | aus dem 16. Jahrhundert                    | in der Kirche Nativité-de-la-Vierge (Lage) | PM10001391    | Classé       | 1908  |      |